# Mrázovský mlýn
Mrázovský mlýn v Mrázově u Teplé v okrese Cheb je vodní mlýn, který stojí na řece Teplá severně od železniční trati, v CHKO Slavkovský les. Je chráněn jako nemovitá kulturní památka České republiky.

## Historie
Mlýn roku 1741 prodali premonstráti z Teplé mlynářské rodině Schwarzů. V roce 1830 byl mlýn modernizován a byla přistavěna pila. Poslední majitel, Heinrich Schwarz, má nad vchodem uvedeno své jméno.
Roku 1945 dostal mlýn národního správce a poté se dostal do vlastnictví Státního statku. V roce 1947 se natáčela v Mrázovském mlýně část filmu „Ves v pohraničí“. Na záběrech ve filmu je vidět historická hrázděná architektura. Větší část exteriérů se však natáčela v nedalekých, již zaniklých Výškovicích.
V roce 1968 je zaznamenána vadná krytina a silně poškozená omítka.
Od 90. let 20. století je ve správě Pozemkového fondu; k roku 2004 se u mlýna uvádí havarijní stav a nutnost celkové obnovy. V roce 2008 dal Pozemkový fond opravit střechu.

## Popis
Mlýnice a dům jsou pod jednou střechou, ale dispozičně oddělené. Budova je zděná, jednopatrová, postavená na obdélném půdorysu. Má rustikované přízemí a patro členěné pilastry; v přízemí je síň s pruskými klenbami a v patře plochostropé místnosti. Střecha a štíty jsou kryté břidlicí. Nad půlkruhovitými zasklenými vstupy původně byly plošné vázy.
Voda vedla na vodní kolo náhonem, který je z větší části zasypaný. Pila zanikla.